# Philipp Honorius von Ravensteyn
Philipp Joseph Honorius von Ravensteyn (* 1655 in Holland; † 19. September 1729 in Pfaffendorf heutiger Stadtteil von Koblenz) war ein niederländischer Architekt und Hofbaumeister im Dienst der Trierer Kurfürsten.

## Leben und Beruf
Philipp Honorius von Ravensteyn stammte aus den Vereinigten Niederlanden und wurde 1695 Ingenieuroffizier auf der Festung Ehrenbreitstein. Der Trierer Kurfürst Johann VIII. Hugo von Orsbeck holte Ravensteyn 1699 an den Hof nach Ehrenbreitstein und machte ihn 1704 als Nachfolger von Johann Christoph Sebastiani zum Hofbaumeister. Er wurde mit der Umgestaltung der Hofstraße in Ehrenbreitstein beauftragt, um aus ihr eine repräsentative Zufahrt zur kurfürstlichen Residenz, dem Schloss Philippsburg, zu machen. Später wurde er zum Fortifikationsdirektor ernannt. Sein wohl bedeutendstes Projekt war der Wiederaufbau der Burg in Mayen. 1722 trat er in den Ruhestand. Sein Nachfolger als Hofbaumeister wurde Johann Georg Judas. Bis zu seinem Lebensende 1729 übernahm von Ravensteyn keine bedeutenden Bauprojekte mehr.

## Werke

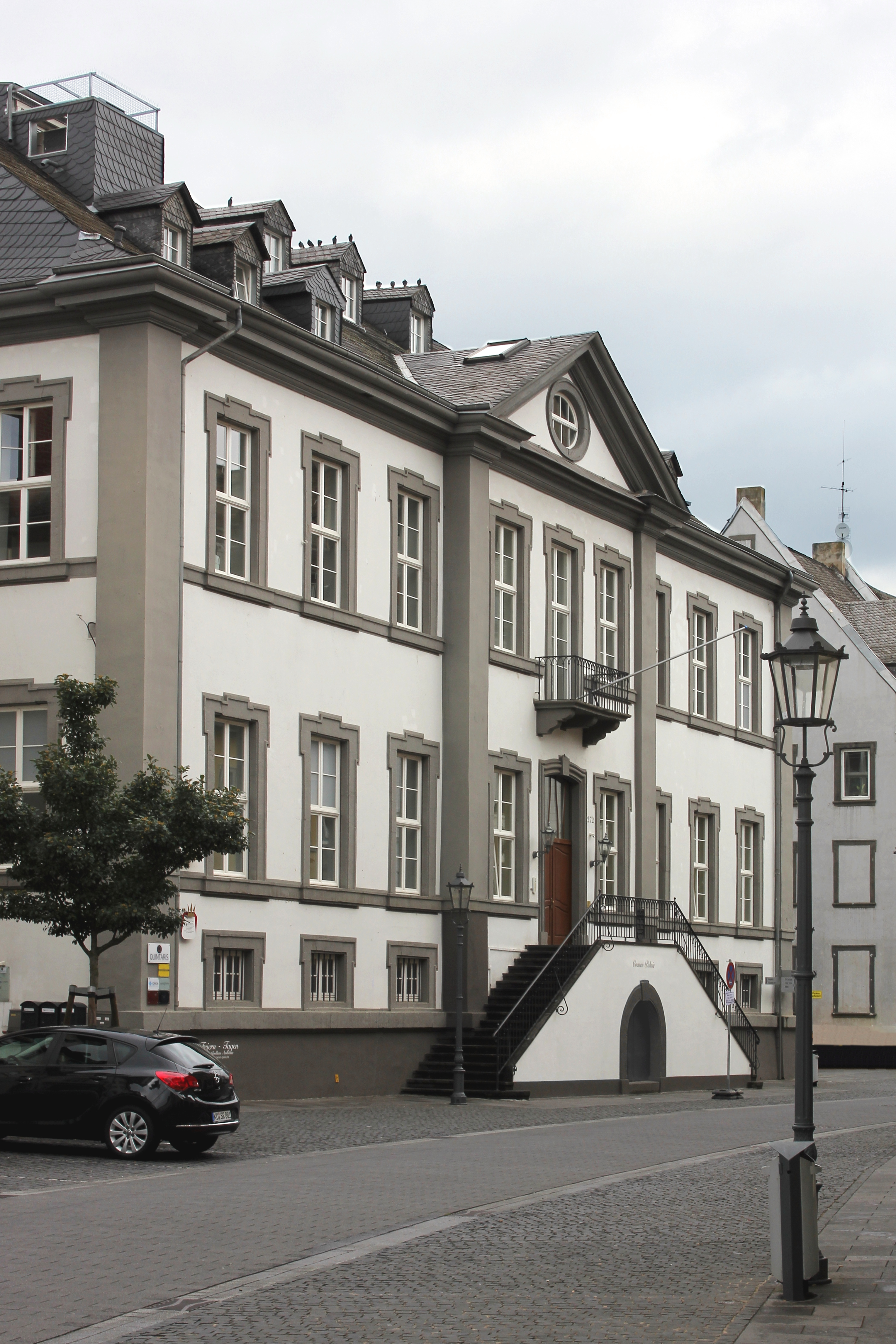
Coenen’sches Haus, gebaut nach Plänen von P. H. von Ravensteyn

- 1701–1711: Wiederaufbau und schlossartige Erweiterung der Genovevaburg in Mayen
- 1704–1707: Bau der Heilig-Kreuz-Kirche in Ehrenbreitstein
- 1705–1707: Bau der Pfarrkirche St. Sebastian in Ehrenthal
- 1707/08–1724: Bau der Pfarrkirche St. Markus in Wittlich
- um 1708: Bau der Kirche des Barbaraklosters in Koblenz
- um 1710: Bau des Südportals der Florinskirche in Koblenz
- 1713–1714: Bau des Coenen’schen Hauses in Ehrenbreitstein
- 1717–1722: Bau der Pfarrkirche St. Marien in Bad Breisig
- 1724–1725: Bau der Pfarrkirche St. Peter in Neuendorf
- Anbau der Schatzkammer an den Trierer Dom

## Ehrungen
In Koblenz-Pfaffendorf trägt seit dem 13. Juli 1938 die Ravensteynstraße seinen Namen.